# Condado de Wayne (Nova Iorque)
O Condado de Wayne é um dos 62 condados do Estado americano de Nova Iorque. A sede do condado é Lyons, e sua maior cidade é Ontário. O condado possui uma área de 3 585 km²(dos quais 2 020 km² estão cobertos por água), uma população de 93 765 habitantes, e uma densidade populacional de 60 hab/km² (segundo o censo nacional de 2000). O condado foi fundado em 1823.